# Lasaeola yoshidai
Lasaeola yoshidai är en spindelart som först beskrevs av Ono 1991.  Lasaeola yoshidai ingår i släktet Lasaeola och familjen klotspindlar. Inga underarter finns listade i Catalogue of Life.